# Brzi odnos (financije)
Brzi odnos (eng. quick ratio) je jedan od pokazatelja likvidnosti. Odnos kratkoročno vezane imovine (novac, odmah unovčive vrijednosne papire i naplativa potraživanja od kupaca i drugih dužnika) s kratkoročnim obvezama prema izvorima.